# Венгры в Румынии

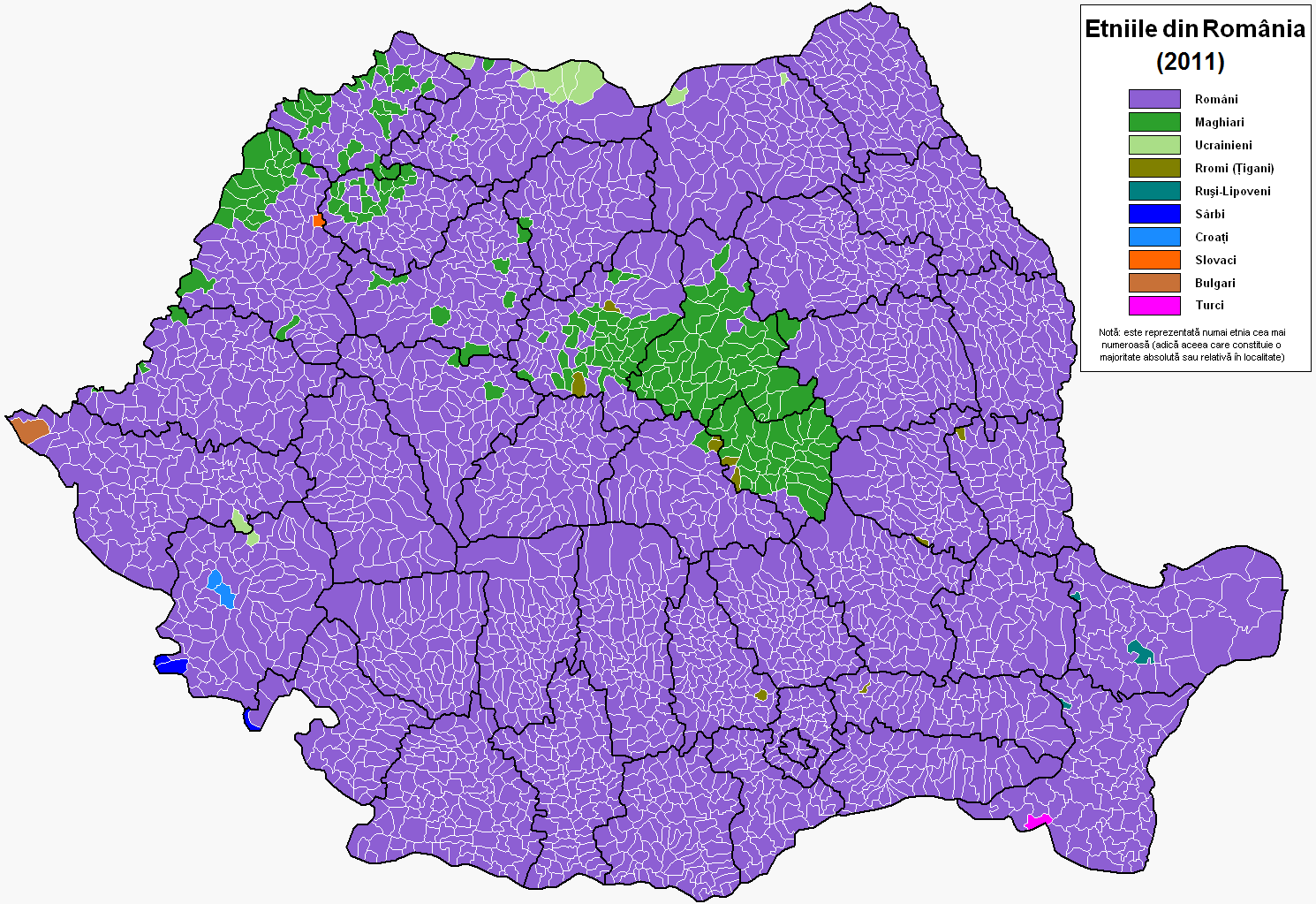
Венгерское меньшинство в Румынии отмечено зелёным цветом

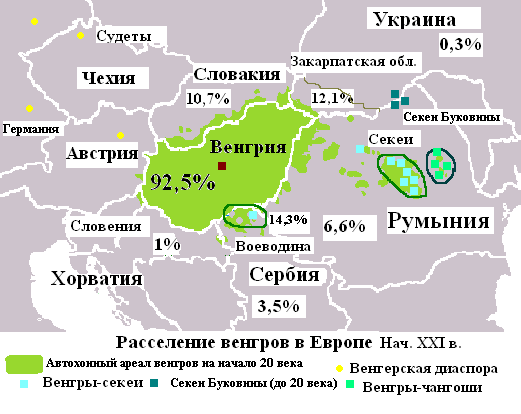
Расселение венгров в Европе в начале XXI века

Венгры в Румынии (рум. Maghiarii din România, венг. Romániai magyarok) — крупнейшее этническое меньшинство на территории современной Румынии, официальные права которого признаются ЕС в рамках рамочной конвенции по правам национальных меньшинств. Так, венгерский язык признаётся официальным наряду с румынским в жудецах (уездах), где венгры составляют свыше 20 % населения. В основном это регионы Северной Трансильвании. Общая численность венгров в Румынии — 1,0 млн человек (6,0 % населения страны или 17,36 % населения Трансильвании; Перепись населения Румынии, 2021).

## История
Венгерское присутствие в Восточной Европе в том числе и в Трансильвании, населённой в IX веке в основном румынами, постепенно нарастало с конца IX века. Славяне также присутствуют в этом регионе с конца X века, мигрируя туда с территории современной Польши. Тем не менее, венгерский язык и культура не оказали такого влияния на жизнь и быт румын как южные славяне, с которыми румын объединяла общая религия (православие) и общий литературный церковнославянский язык. Католики и позже также протестанты, венгры особенно активно селились на территории Трансильвании (с 1920 года принадлежащей Румынии). Когда Трансильвания подчинилась власти венгерского короля, венгры вместе с немцами составили основу правящего класса Трансильвании вплоть до 1918 года (Австро-Венгрия.) Транслейтания — венгерская часть империи отличалась склонностью к мадьяризации меньшинств с 1867.г. и антирумынской позицией в вопросах внутренней политики. Румыны также традиционно показывали склонность к враждебной политике в отношении венгров и стремились дезинтегрировать Венгрию. При этом сами венгры сохраняли и сохраняют определённые родовые различия. В Румынии выделяются следующие субэтнические группы венгров: секеи и сильно румынизированные чангоши.
После присоединения Трансильвании к Румынии румынское правительство (особенно при Николае Чаушеску) взяло курс на интенсивную румынизацию венгров.
В 1940 г. после присоединения Трансильвании к Венгрии произошли румынские погромы, многие румыны покинули свои дома. В 1944 г., после ареста диктатора Антонеску, румынские националисты устроили венгерские погромы в Трансильвании.
В 1952—1968 в Трансильвании существовала Венгерская автономная область (с 1960 официальное название — Муреш-Венгерская), упразднённая после прихода Чаушеску к власти.

## Население
Венгерское население, достигшее пика в 1910 году, постоянно сокращается в результате постепенной ассимиляции и миграционного оттока в Венгрию.

### Румыния
- 1992 перепись — 1.624.959 чел., 7,1 % населения Румынии
- 2002 перепись — 1.431.807 чел., 6,6 % населения Румынии
- 2021 перепись — 1.002.151 чел., 6,0 % населения Румынии

За межпереписной период сокращение составило 193 тыс. чел. или 12 %.

### Трансильвания
- 1786 — 29,4 % населения Трансильвании[1]
- 1910 — 1.662.000 чел., 31,5 % населения Трансильвании (включая венгроязычных евреев и немцев — 1910, перепись)
- 1992 — 1.603.923 чел., 20,8 % населения Трансильвании
- 2002 — 1.415.718 чел., 19,6 % населения Трансильвании
- 2021 — 993.151 чел., 17,36 % населения Трансильвании

### Концентрация венгров по уездам страны
| Уезд            | Венгры  | Доля %  |
| --------------- | ------- | ------- |
| Харгита         | 276.038 | 84,61 % |
| Ковасна         | 164.158 | 73,81 % |
| Муреш           | 228.275 | 39,26 % |
| Сату-Маре       | 129.258 | 35,22 % |
| Бихор           | 155.829 | 25,92 % |
| Сэлаж           | 57.167  | 23,07 % |
| Клуж            | 122.301 | 17,37 % |
| Арад            | 49.291  | 10,70 % |
| Марамуреш       | 46.300  | 9,06 %  |
| Брашов          | 50.956  | 8,75 %  |
| Тимиш           | 50.556  | 7,59 %  |
| Бистрица-Нэсэуд | 18.349  | 5,89 %  |
| Алба            | 20.684  | 5,40 %  |
| Хунедоара       | 25.388  | 5,20 %  |
| Сибиу           | 15.344  | 3,67 %  |
| Караш-Северин   | 5.824   | 1,76 %  |
| Бакэу           | 4.528   | 0,64 %  |
| Бухарест        | 5.834   | 0,31 %  |

Ещё 16.089 этнических венгров проживает в других уездах, в основном в самом городе Бухарест, где они составляют около 0,1 % населения.

### Религия
Согласно переписи 2002 года около 51 % румынских венгров является протестантами (кальвинистами и лютеранами), среди них есть унитарии, которые составляют 4,5 %. Католицизм исповедует 41 % венгров. 2 % исповедует православие. 4,7 % принадлежат к другим христианским конфессиям.

## Политика
Венгры Румынии традиционно голосуют за Демократический союз венгров Румынии, который играет немалую роль в политической жизни страны. ДСВР выступает за создание венгерской национальной автономии, за расширение сферы применения венгерского языка в административной и культурной сферах (прежде всего, в сфере образования) и за увеличение автономии местных органов власти. Однако ДСВР не имеет чёткой политической ориентации, уделяя незначительное внимание, в частности, вопросам экономики. Это обстоятельство объясняется прежде всего необходимостью консолидации венгерских избирателей для преодоления пятипроцентного барьера на выборах в румынский парламент.
Венгры Румынии представлены тремя депутатами в Европарламенте (из 33 мест, отведённых для Румынии) — двумя депутатами от ДСВР, а также независимым депутатом Ласло Тёкешем.
C 2009 г. существует непризнанная автономия венгров в Румынии — Секейский край.